# Antonio Luna
Antonio Luna y Novicio (29 de octubre de 1866 - 5 de junio de 1899), general del ejército filipino en la Guerra Filipino-Americana (1899-1904). Fue farmacéutico, científico, escritor, y fundador de la primera Academia Militar de Filipinas.

## Familia
El General Antonio Luna nació el 29 de octubre de 1866 en Urbiztondo, Binondo, Manila, en las Islas Filipinas. Era el más joven de los 7 hijos de Joaquín Luna y Laureana Novicio, ambos de destacadas familias de Badoc, Ilocos Norte. Su hermano mayor, el famoso pintor Juan Luna y Novicio, ganó varios premios de pintura, entre otros la Medalla de Oro en la Exposición de Madrid en 1881.

## Educación
Después de estudiar en casa las primeras letras, se matriculó en la Ateneo Municipal de Manila, donde se graduó con el título de Bachiller en Artes en 1881, con énfasis en Literatura y Química. Luego, se matriculó en la Universidad de Santo Tomás, donde cursó Farmacia. Por invitación de su hermano Juan, que estaba en España por aquel tiempo, se trasladó a Barcelona para allí completar sus estudios. Obtuvo su Licenciatura en Farmacia en la Universidad de Barcelona en 1888 y en 1890, se le otorgó el Doctorado de Farmacia por la Universidad Central de Madrid.

## Movimiento Reformista
En España, era muy activo entre los estudiantes filipinos, promoviendo reformas y denunciando abusos de parte de los oficiales del gobierno insular de Filipinas. Como también era un hábil escritor, contribuyó con artículos en el periódico La Solidaridad, que ya en esos tiempos había atraído muchos simpatizantes, tanto entre los españoles como en la comunidad filipina en Europa. Bajo el seudónimo "Taga-ilog", publicó sus 'Impresiones', un tratado sobre costumbres y peculiaridades de los españoles. Escribió un tratado científico sobre la malaria, titulado Hematozoario del Paludismo, que fue bien acogido por la comunidad científica europea. Viajó a Bélgica y a Francia para colaborar con los científicos, Dr. Latteaux y Dr. Laffen respectivamente. En 1894, regresó a Filipinas y se empleó como químico en el servicio civil de la ciudad. También se involucró en el movimiento reformista, fomentando la idea de que las Filipinas se debieran incorporar y gobernar como provincia de España, y que los habitantes tuviesen derechos legales propios como ciudadanos del reino español. Por sus actividades en aquel movimiento reformista, atrajo la ira de las autoridades. Fue entonces llevado ante la justicia y luego condenado al exilio a España. Posteriormente fue encarcelado en el Reclusorio Modelo de Madrid. Al salir después de haber cumplido su condena, fue a Bélgica, donde estudió ciencia y tácticas militares bajo el general Gerard Matthieu Leman. Terminados sus estudios, regresó a Filipinas en 1898 y se hizo miembro de la asociación secreta Katipunan.

## Guerra Filipina-Americana
Con el estallido de la guerra, participó en varias batallas donde fueron notables sus tácticas superiores y estrategias aturdidoras en el campo. Así es como el general Emilio Aguinaldo le nombró Ministro de Guerra el 26 de septiembre de 1896 y le ascendió al rango de general de brigada. El General Luna se dio cuenta de que fue absoluta y sumamente necesaria una Academia Militar para el entrenamiento de sus soldados, puesto que muchos de sus voluntarios y reclutas eran muy ineptos y sin ninguna experiencia. Por ende, estableció en 1899 en Malolos la Academia Militar de Filipinas, reclutando como instructores a ex-oficiales militares de la revolución del 1896. El general llegó a ser un estricto disciplinario en la conducta de su oficio. En un encuentro en Caloocan, los del batallón de Kawit (Cavite) rehusaron atacar a las fuerzas americanas; así es que, les desarmó y les retiró fuera de la zona. Con eso, se atrajo su descontento, que resultó en su trágico destino posteriormente, conspirando ellos en la planificación de su asesinato.

## Muerte
El 4 de junio de 1899, recibió un telegrama proveniente del general Aguinaldo, avisándole que éste deseaba consultar con él en el convento de la Iglesia de Cabanatuan. Pero cuando llegó al sitio designado, Aguinaldo no estaba. A causa de eso, se puso muy furioso y, además, reprendió a las tropas allí presentes. Cuando estaba a punto de partir, fue acribillado a balazos alevosamente por las tropas de Aguinaldo en las escaleras del convento. Luego lo apuñalaron para asegurar su muerte. Fue sepultado rápidamente en el panteón del convento, después de lo cual, Aguinaldo relevó a los oficiales y tropas del fallecido general de sus cargos.
Muchos años después, en un reportaje concedido en 1958 a un periodista filipino, Emilio Aguinaldo declinó toda responsabilidad en el asesinato de Luna y la adjudicó a maniobras masónicas de los norteamericanos, deseosos de liquidar cualquier resto de España en Filipinas, como la religión católica, el idioma español o la organización social de raíz castellana.

## En la cultura popular
- Personaje de El Presidente, película de 2012 que sigue la creación de la primera República a manos de Aguinaldo.
- Personaje de Ilustrado, serie de 2014 que sigue las andanzas de José Rizal.
- Personaje protagonista de Heneral Luna, película de 2015 que trata de su vida en el ejército revolucionario filipino.